# Гюнфельд
Гюнфельд (нім. Hünfeld) — місто в Німеччині, знаходиться в землі Гессен. Підпорядковується адміністративному округу Кассель. Входить до складу району Фульда.
Площа — 119,77 км2. Населення становить 16 613 ос. (станом на 31 грудня 2020).